# Nannorhynchides vividus
Nannorhynchides vividus is een platworm (Platyhelminthes). De worm is tweeslachtig. De soort leeft in het zoute water.
Het geslacht Nannorhynchides, waarin de platworm wordt geplaatst, wordt tot de familie Cicerinidae gerekend. De wetenschappelijke naam van de soort werd voor het eerst geldig gepubliceerd in 1965 door Brunet.